# Impel Volleyball 2012-2013
Questa voce raccoglie le informazioni riguardanti l'Impel Volleyball nelle competizioni ufficiali della stagione 2012-2013.

## Organigramma societario
Area direttiva
- Presidente: Jacek Grabowski

Area tecnica
- Allenatore: Rafał Błaszczyk (fino a dicembre 2012), Tore Aleksandersen (da gennaio 2013)
- Allenatore in seconda: Marek Solarewicz

## Rosa
| N° | Nome                  | Ruolo | Data di nascita  | Nazionalità sportiva |
| -- | --------------------- | ----- | ---------------- | -------------------- |
| 1  | Kim Staelens          | P     | 7 gennaio 1982   | Paesi Bassi          |
| 1  | Maja Ognjenović       | P     | 6 agosto 1984    | Serbia               |
| 2  | Katarzyna Mroczkowska | S/O   | 30 dicembre 1980 | Polonia              |
| 3  | Wioletta Szkudlarek   | C     | 27 luglio 1980   | Polonia              |
| 4  | Katarzyna Wellna      | S/O   | 22 marzo 1985    | Polonia              |
| 5  | Aleksandra Folta      | S     | 2 marzo 1993     | Polonia              |
| 7  | Makare Desilets       | C     | 26 giugno 1976   | Stati Uniti          |
| 9  | Katarzyna Sielicka    | S     | 6 dicembre 1981  | Polonia              |
| 10 | Bogumiła Barańska     | S     | 1º dicembre 1986 | Polonia              |
| 11 | Dorota Medyńska       | L     | 23 aprile 1993   | Polonia              |
| 12 | Marta Haładyn         | P     | 8 gennaio 1988   | Polonia              |
| 13 | Milena Rosner         | S     | 4 gennaio 1980   | Polonia              |
| 15 | Vesna Čitaković       | C     | 3 febbraio 1979  | Serbia               |
| 16 | Patrycja Polak        | S     | 23 febbraio 1991 | Polonia              |